# Växjö DFF
Die Växjö DFF (vollständiger Name Växjö Damfotbollsförening) ist ein Sportverein aus dem südschwedischen Växjö, der 2014 gegründet wurde. Die Mannschaft spielte 2016 erstmals in der zweithöchsten schwedischen Liga, der Elitettan. 2017 wurde sie Zweitligameister und stieg zur Saison 2018 in die Damallsvenskan auf. Nach vier Jahren in der ersten Liga musste die Mannschaft 2021 wieder in die zweite Liga absteigen; 2022 gelang der sofortige Wiederaufstieg.

## Stadion
Der Verein trägt seine Heimspiele in der 12.173 Zuschauer fassenden Visma Arena (von 2012 bis 2020: Myresjöhus Arena) aus, die für die Fußball-Europameisterschaft der Frauen 2013 gebaut und 2012 eröffnet wurde.

## Ehemalige Spielerinnen (Auswahl)
- Anna Anvegård (2015–2019) – 101 Ligaspiele mit 109 Toren
- Erin McLeod (2019) – Kanadische Rekordnationaltorhüterin
- Osinachi Ohale (2018–2019) – U-20-Vizeweltmeisterin 2010

## Ligaplatzierungen
- 2016 – Elitettan: 3. Platz
- 2017 – Elitettan: 1. Platz
- 2018 – Damallsvenskan: 07. Platz
- 2019 – Damallsvenskan: 09. Platz
- 2020 – Damallsvenskan: 06. Platz
- 2021 – Damallsvenskan: 12. Platz
- 2022 – Elitettan: 1. Platz
- 2023 – Damallsvenskan: 8. Platz
- 2024 – Damallsvenskan: 8. Platz